# Takabuti

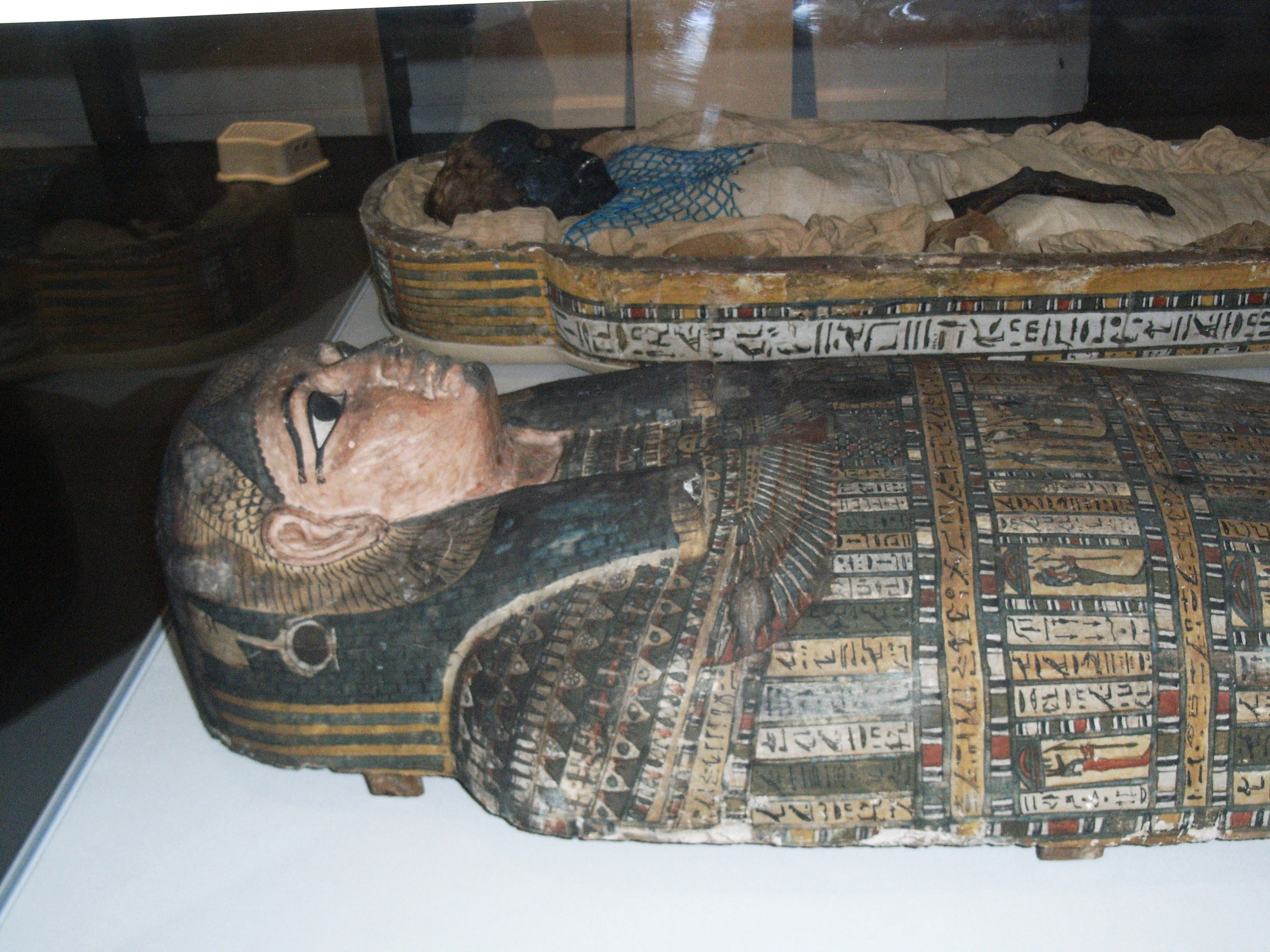
Takabuti

Takabuti là một phụ nữ đã kết hôn, đạt đến độ tuổi từ hai mươi đến ba mươi tuổi. Bà sống ở thành phố Thebes của Ai Cập vào cuối triều đại thứ hai mươi lăm của Ai Cập. Cơ thể được ướp xác và lớp vỏ bọc xác ướp của bà nằm trong Bảo tàng Ulster, Belfast. Cỗ quan tài được mở ra và xác ướp được tháo băng vào ngày 27 tháng 1 năm 1835 trong bảo tàng của Hiệp hội Lịch sử Tự nhiên Belfast tại College Square North. Edward Hincks, một nhà Ai Cập học hàng đầu đến từ Ireland đã có mặt và giải mã các chữ tượng hình Ai Cập tiết lộ rằng bà là chủ nhân của một gia đình lớn. Tên của mẹ bà là Taseniric và cha bà là một tư tế của Amun. Bà được chôn cất tại một nghĩa trang phía tây Thebes.
Sau Chiến tranh Napoléon, có một sự phát đạt trong việc buôn bán các xác ướp Ai Cập. Takabuti đã được mua vào năm 1834 bởi Thomas Greg của Gia đình Ballymenoch, Holywood, Co. Down. Vào thời điểm đó, việc mở ra một xác ướp là mối quan tâm khoa học đáng kể (cũng như sự tò mò) và các nghiên cứu sau đó cho thấy loài bọ cánh cứng sau đó được xác định là N. mumiarum Hope, 1834, Dermestes maculatus DeGeer, 1774 (như Dermestes Vulpinus) và Dermestes Vulpinus 1792 (như Dermestes pollincus Hope, 1834). Chiếc quan tài được sơn màu đã nhận được sự quan tâm đáng kể và việc bọc nó bằng vải lanh mịn đã được chú ý nhiều, trong thị trấn vốn là trung tâm thương mại của ngành công nghiệp vải lanh Ailen. Một trăm bảy mươi năm sau Takabuti vẫn là một điểm thu hút phổ biến đối với du khách, già trẻ.